# Réserve indienne d'Alabama-Coushatta

Géolocalisation de la réserve Alabama-Coushatta

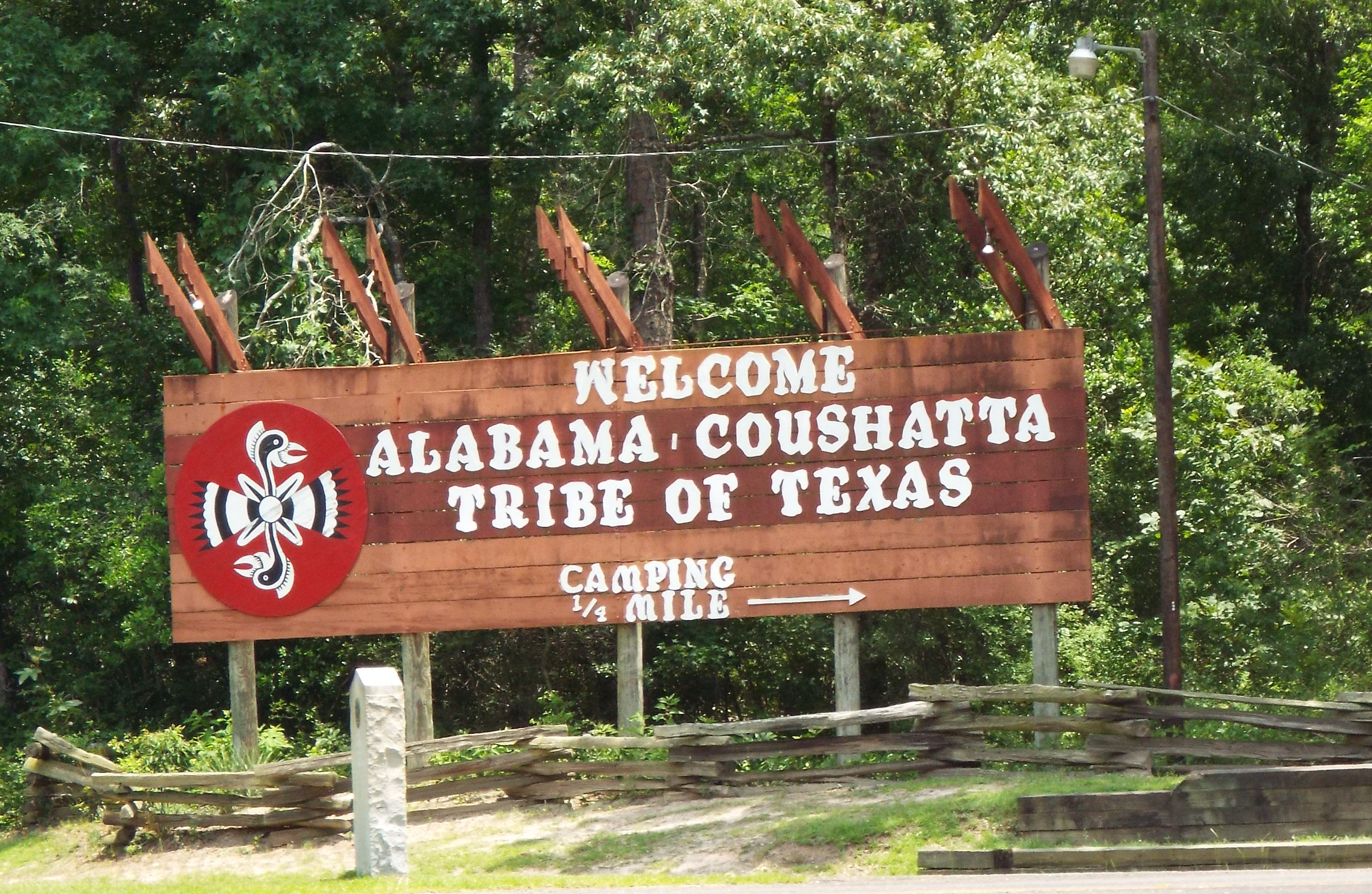
Grand panneau de l'entrée de la réserve Alabama–Coushatta de Livingston (Texas)

La réserve indienne de Alabama-Coushatta du Texas est une réserve d’Alabama et de Koasati reconnue par le gouvernement fédéral dans le comté de Polk, au Texas. La tribu accueille un pow-wow annuel au début de juin. Ces peuples sont issus de la Confédération de Muscogee ou Creek, dont de nombreuses tribus du sud-est des États-Unis sont affiliées, notamment celles de Géorgie et d'Alabama.

## Histoire
La réserve indienne de Alabama-Coushatta est reconnue par le gouvernement fédéral et dont les membres sont issus de la Confédération des ruisseaux du Sud-Est. Elle est constituée par huit tribus. Quatre tribus se trouvent dans l'Oklahoma, où la plupart des Creeks ont été retirés de force de la patrie indigène Creek, en Alabama et dans l'ouest de la Géorgie, dans les années 1830, au cours de la guerre des larmes provoquée par la déportation des amérindien. Une tribu s'est fixée en Louisiane, et la Poarch Band of Creek Indians (en) est restée en Alabama. La nation indienne Séminoles en Floride comprend également un pourcentage élevé de descendants de la confédération Creek qui s'y sont installés et ont fusionné avec une autre tribu.
Sous la pression de la colonisation américano-européenne, les ancêtres de cette tribu étaient les peuples de l’Alabama et des Coushatta qui ont émigré de l’Alabama et du sud-est en Louisiane et enfin dans l’est du Texas à la fin du XVIIIe siècle sous la domination espagnole. Ils se sont installés dans une zone connue sous le nom de Big Thicket et ont adapté leur culture à l'environnement de la forêt et des eaux.
Lorsque la région a commencé à être peuplée par des Américains d'origine européenne des États-Unis, les tribus ont établi des relations amicales et ont commercé avec les nouveaux colons. Sam Houston a aidé à les protéger pendant des années de conflits avec d'autres Amérindiens de la région. Après l'annexion du Texas par les États-Unis, le nombre de colonies augmente et les tribus sont à nouveau sous pression. Ils ont fait appel à l'État pour que des terres soient réservées à leur usage exclusif

## Efforts de résiliation
La réserve indienne de Alabama-Coushatta a été prise pour cible dans le cadre de la politique de cessation adoptée par le gouvernement américain entre les années 1940 et 1960 en Inde. Le 23 août 1954, le Congrès des États-Unis adopta des lois pour mettre fin aux relations entre le gouvernement fédéral et la tribu, Art 768 en son ch. 831. Ce qui a mis fin à la relation de confiance fédérale avec la tribu et ses membres et annulé toutes les dettes fédérales. En 1965, en vertu du projet de loi House 1096, LIXe législature du Texas, session ordinaire, la  Commission des Indiens du Texas nouvellement constituée a pris en charge l'administration et la supervision de l'État pour l' Alabama-Coushatta.
Le 22 mars 1983, le procureur général du Texas, Jim Mattox (en) rendit un avis (JM-17) selon lequel la prise du pouvoir par l'État sur les biens de l'Alabama – Coushatta constituait une violation de la Constitution du Texas. Il a déclaré que, le gouvernement fédéral ayant retiré sa reconnaissance, la tribu était "simplement une association sans personnalité morale régie par la loi texane, ayant le même statut juridique que d'autres associations privées (...), les 3 071 acres sont entièrement dénués de toute signification légale" Réservation indienne". En réponse aux préoccupations de la tribu, le représentant du Texas , Ronald D. Coleman, a présenté le 28 février 1985 un projet de loi fédéral visant à rétablir la compétence fédérale de la tribu. La loi initiale HR 1344 autorisant les jeux de hasard, des modifications ont été apportées et l' acte de restauration des tribus indiennes Yselta del Sur Pueblo et Alabama et Coushatta a été rétabli sous le numéro HR 318 Public Law 100-89, 101 STAT. 666 fut promulguée le 18 août 1987 et rétablit les relations fédérales avec la tribu. L'article 207 (25 USC § 737)interdit spécifiquement toutes les activités de jeu interdites par les lois de l'État du Texas

## La réserve Alabama – Coushatta
La réserve indienne de l'Alabama–Coushatta a été créée en 1854, lorsque l'État a acheté 1 110,7 acres de terres pour la contenir. Environ 500 membres de la tribu se sont installés sur cette terre pendant l'hiver de 1854-1855. En 1855, la législature du Texas fonds appropriés pour l’achat de 640 acres pour les Coushattas, mais n’a jamais donné suite. Les Coushatta ont commencé à vivre avec l’Alabama dans leur réserve.
Les deux peuples ont connu des difficultés après la guerre civile, car peu de gens parlaient anglais et avaient du mal à trouver un emploi. Ils ont acquis davantage de terres et, aujourd’hui, leur réserve a une superficie de 4 593,7 hectares, située à 27 km à l’est de Livingston, au Texas. Environ la moitié de la tribu, soit 500 personnes, vit dans la réserve.

## Langues
Les langues de l' Alabama et de Koasati sont des langues muskogéennes. 

## Gouvernement
La tribu Alabama–Coushatta du Texas a son siège à Livingston, au Texas. La tribu est gouvernée par un conseil composé de sept membres élus démocratiquement, ainsi que par un chef principal et un deuxième chef à vie.
L'administration actuelle est la suivante :
- Chef principal : Mikko Colabe III Clem Sylestine
- Deuxième chef : Mikko Skalaaba Herbert Johnson, père
- Président : Nita Battise
- Vice-président : Ronnie Thomas
- Trésorier : Pete Polite
- Secrétaire : Johnny Stafford
- Conseil : Clint Poncho
- Conseil : Roland Poncho
- Conseil : Maynard Williams.